# Chorebus striola
Chorebus striola är en stekelart som beskrevs av Stelfox 1957. Chorebus striola ingår i släktet Chorebus och familjen bracksteklar. Inga underarter finns listade i Catalogue of Life.